# 니콜라스 마두로
니콜라스 마두로 모로스(스페인어: Nicolás Maduro Moros, 문화어: 니꼴라스 마두로 모로스, 1962년 11월 23일~)는 베네수엘라의 노조활동가 출신 정치인으로, 현직 대통령이다.
2006년 우고 차베스 대통령에 의해 외무장관으로 임명되었으며, 2012년에는 부통령으로 임명되었다. 그는 대표적인 친(親)차베스 정치인이며, 2012년 12월에는 암 재발로 투병 중이던 우고 차베스 대통령으로부터 후계자로 지목되었다. 그의 부인은 검찰총장이다. 2013년 3월 5일 차베스가 사망하자, 니콜라스 마두로는 임시 대통령이 되면서 부통령직을 사임하였다. 선거 결과 니콜라스 마두로는 대통령으로 확정되었다.

## 생애

### 젊은 시절

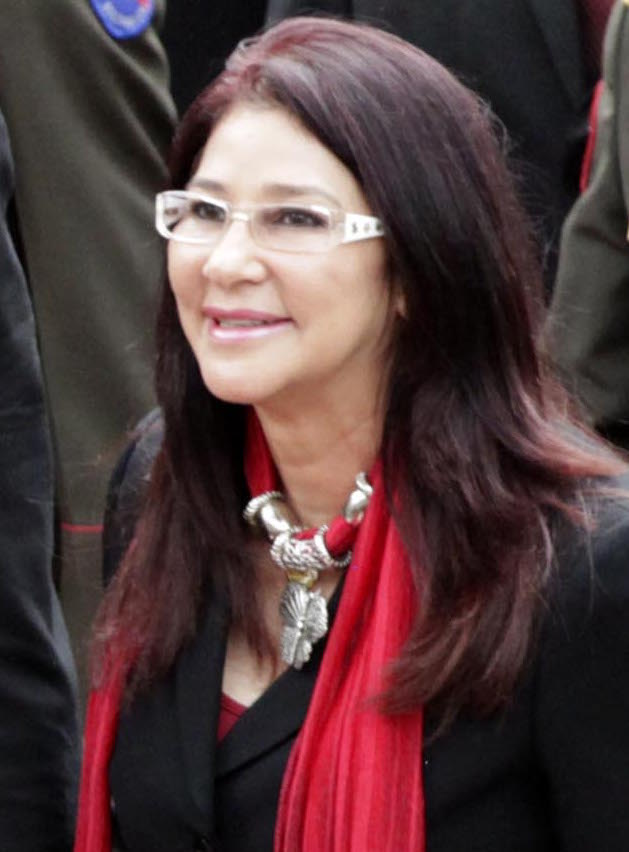
마두로의 아내이자 전 국회의장이면서 현 영부인인 실리아 플로레스.

니콜라스 마두로는 1962년 11월 23일 카라카스에서 노동자 가문의 아들로 태어났다. 그의 아버지는 노동조합 지도자였던 니콜라스 마두로 가르시아(Nicolás Maduro García)이고, 어머니는 콜롬비아 쿠쿠타 출신인 테레사 데 헤수스 모로스(Teresa de Jesús Moros)이다.
젊은 시절 버스 운전사로 일했고 버스 노동조합의 위원장이었다.
마두로는 카라카스 서부의 리세오 아발로스에서 고등 교육을 마쳤다. 그는 제5공화국운동당(현 베네수엘라 연합사회당의 전신)의 뛰어난 변호사이자 전 검찰총장인 실리아 플로레스와 결혼하였다.

### 정치인으로서
마두로는 카라카스 메트로 소속의 버스 운전사로 일하던 시절에 비공식적인 노동조합원으로 활동했고, 한때는 제5공화국운동당의 창당자 중 하나가 되려는 생각을 하기도 했다. 1998년 대선 당시에는 우고 차베스 후보를 도왔으며 처음으로 정권을 창출하는 데 큰 역할을 했다. 차베스와 함께 정계에 진출한 마두로는 차베스의 측근이 되었다. 마두로는 2005년에 베네수엘라 국회의장이 되었으며 이듬해 외무장관이 될 때까지 그 자리에 있었다.
2011년 12월 15일, 엘 우니베르살(El Universal)은 차베스가 마두로를 카라보보 주지사 선거의 후보로 만들길 원한다고 보도했다. 차베스는 2012년 대선에서 정의제일당의 엔리케 카프릴레스 라돈스키를 누르고 4선에 성공하였으며, 마두로는 얼마 후 부통령으로 임명되었다. 그럼에도 불구하고 그는 외무장관직에 남아있었고, 2013년에 그 자리에서 사임하였다.

### 차베스의 후계자

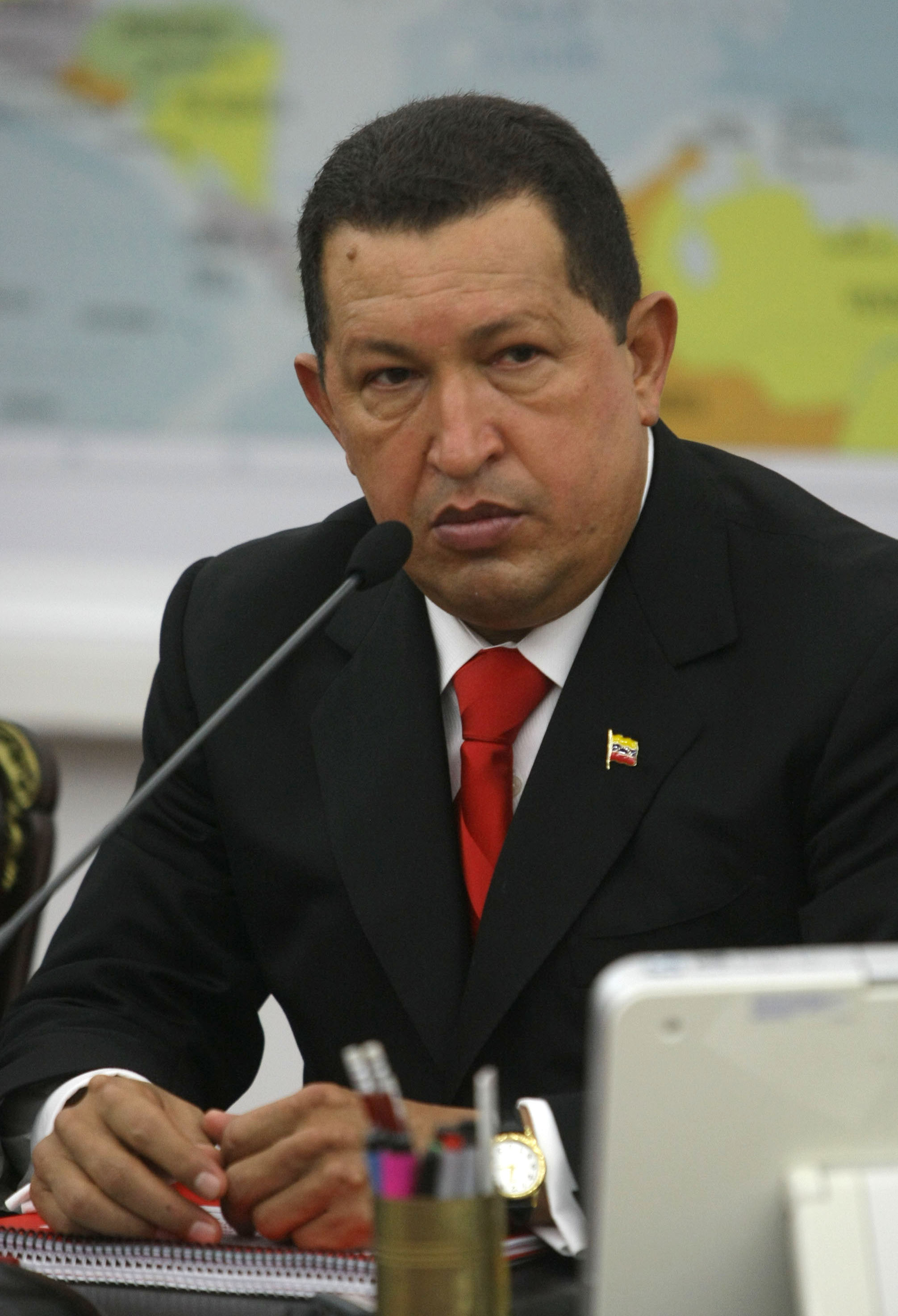
우고 차베스 대통령. 마두로는 그의 대표적인 측근이다.

차베스는 비록 4선에 성공하였지만 암이 재발하여 결국 2013년 1월 10일에 열린 취임식을 무기한 연기하기로 했다. 이 때문에 베네수엘라에서는 이른바 '차베스 없는 차베스 시대'가 시작되었다. 이러한 가운데 2012년 12월, 차베스는 마두로를 자신의 후계자로 임명하였다. 차베스는 "만약에 더 심각한 일이 발생해 대선을 다시 치러야 한다면 마두로를 꼭 뽑아달라"고 부탁하였다.
베네수엘라 헌법에 따르면, 대통령의 임기 6년 중 초기 4년 안에 유고 사태가 발생할 경우 부통령이 30일간 대신 업무를 수행하며 재선거 일정을 잡게 돼 있었다. 그렇기 때문에, 만약에 차베스에게 유고가 발생할 경우 니콜라스 마두로는 첫 한 달 간 업무를 대신 수행하며 재선거 일정을 잡게 되었다. 그러나 이 과정에서 야권의 많은 반발을 사게 되었고, 특히 2012년 대선에서 차베스에게 패한 엔리케 카프릴레스 라돈스키는 "베네수엘라 대법원은 헌법이 무엇을 말하는 것인지에 대해 명백한 입장을 밝혀야 한다. 여기(베네수엘라)는 군주제가 없고, (사회주의 일당제 국가인) 쿠바가 아니다."라며 비판했다.
그러던 도중에 3월 5일 차베스는 타계했고, 이 결과로 마두로는 권한을 대행하게 되었다. 3월 8일에는 부통령직을 사임하였다.

### 1번째 대통령 임기
니콜라스 마두로는 2013년 4월 14일에 실시된 베네수엘라 대통령 선거에서 베네수엘라 연합사회당 후보로 출마하였다. 니콜라스 마두로는 50.61%의 득표율을 기록하여 민주통일원탁의 엔리케 카프릴레스 라돈스키 후보(득표율 49.1%)를 누르고 당선되었지만 베네수엘라에서는 니콜라스 마두로의 출신지와 국적을 둘러싼 논란이 제기되었다. 베네수엘라 헌법 제227조에 따르면 "베네수엘라 영토에서 태어나서 베네수엘라에 30년 이상 거주하고 외국 국적을 소유하지 않은 베네수엘라 시민권자"에게만 대통령 출마 자격을 부여하고 있다. 2014년에는 베네수엘라 정부가 니콜라스 마두로의 출신지로 4곳이 존재한다는 사실을 확인했다. 파나마 주재 베네수엘라 망명 대법원은 2018년 1월 11일에 니콜라스 마두로 후보가 출신지를 허위로 표기한 사실을 확인하고 2013년 베네수엘라 대통령 선거가 무효라고 판결했다.
니콜라스 마두로가 속한 집권당인 베네수엘라 연합사회당을 비롯한 좌파 및 사회주의 정당 연합인 위대한 애국 극점은 2015년 12월 6일에 실시된 총선거에서 우파 정당 연합인 민주통일원탁에게 과반 의석(민주통일원탁 104석, 위대한 애국 극점 55석)을 내주는 참패를 당하고 만다. 야권 진영이 다수당을 차지한 베네수엘라 국회는 2016년 5월부터 니콜라스 마두로 대통령에 대한 국민소환투표를 실시하자는 청원 운동을 전개했지만 베네수엘라 국가선거위원회의 반대로 인해 무산되고 만다. 또한 베네수엘라 대법원은 야당 의원 3명에게 선거법 위반 혐의를 적용하여 자격 정지 처분을 내렸다.
니콜라스 마두로는 인플레이션과 지방 정부의 부정부패, 치안 문제로 골머리를 앓았다. 2017년 1월 9일에는 베네수엘라 의회가 "헌법과 민주주의 질서 훼손, 인권 침해, 국가의 경제와 사회에 대한 파괴"에 대한 책임을 물어 니콜라스 마두로 대통령에 대한 불신임을 결의했다. 이에 니콜라스 마두로 대통령을 지지하는 베네수엘라 대법원은 베네수엘라 국회의 입법권과 면책특권을 박탈하는 판결을 내렸고 니콜라스 마두로 대통령은 1999년에 개정된 베네수엘라 헌법을 대체할 새 헌법을 제정하기 위한 독자적인 입법부를 설립할 것을 지시하게 된다. 베네수엘라의 야당들은 이러한 행동을 "니콜라스 마두로 대통령과 베네수엘라 대법원의 독단적인 쿠데타 시도"라고 비판했다.
베네수엘라 야권은 2017년 7월 30일에 실시된 베네수엘라 제헌 국회 선거에 불참했다. 베네수엘라 제헌 국회는 니콜라스 마두로를 지지하는 좌파 및 사회주의 정당 연합인 위대한 애국 극점 소속 의원들과 무소속 의원들만을 중심으로 구성되었다. 유럽 연합, 미국, 캐나다, 일본, 영국, 프랑스, 독일, 이탈리아, 스페인을 비롯한 서방권 국가들, 멕시코, 아르헨티나, 브라질, 콜롬비아를 비롯한 라틴 아메리카 국가들은 선거 결과를 인정하지 않는다는 성명을 발표하면서 베네수엘라 정부가 독재의 길을 걷고 있다고 비판했다. 반면 니콜라스 마두로와 우호 관계를 형성했던 러시아, 중국, 쿠바, 볼리비아, 엘살바도르, 니카라과, 이란, 시리아 등은 선거 결과를 인정하는 성명을 발표하면서 베네수엘라에 대한 외국의 내정 간섭을 비판했다.

### 2번째 대통령 임기와 위기
니콜라스 마두로는 2018년 5월 20일에 실시된 베네수엘라 대통령 선거에서 67.8%의 득표율을 기록하여 야권 후보들을 압도적인 표차로 누르고 재선에 성공했지만 베네수엘라 야권은 부정 선거라면서 인정하지 않았다. 미국, 캐나다, 일본, 영국, 프랑스, 독일, 이탈리아, 스페인, 오스트레일리아, 뉴질랜드, 아르헨티나, 브라질, 콜롬비아, 칠레, 유럽 연합, 미주 기구 등은 선거 결과를 인정하지 않으면서 베네수엘라 야권을 지지하는 성명을 발표했다. 반면 러시아, 중국, 터키, 남아프리카 공화국, 쿠바, 이집트, 조선민주주의인민공화국, 이란, 시리아 등 베네수엘라 정부에 우호적인 입장을 갖고 있던 국가들은 선거 결과를 인정하면서 니콜라스 마두로를 지지하는 성명을 발표했다.
2018년 8월 3일에는 카라카스에서 열린 베네수엘라 국민위병 열병식 현장에서 드론으로 암살당할 뻔했다. 암살 미수범들은 드론에 폭탄을 탑재한 뒤 마두로에게 접근한 후 투척하는 방식으로 저격했으나 실패했다. 마두로는 이를 후안 마누엘 산토스 당시 콜롬비아 대통령의 소행이라고 주장했으나 후안 마누엘 산토스는 "말도 안 되는 소리", "나는 그 정도로 시간이 남아도는 사람이 아니다"라고 일축했다.
2019년 1월 23일에는 후안 과이도 베네수엘라 국회의장이 자신을 베네수엘라의 임시 대통령임을 선언하면서 베네수엘라는 대통령 위기를 맞게 된다. 베네수엘라의 국민 거의 전부가 마두로의 퇴진을 요구하고 있음에도 마두로는 아직 대통령 자리는 지키고 있는데 그 이유가 바로 베네수엘라군의 장성급 장교들이 마두로를 지지하기 때문이다. 이로 인해 사실상 베네수엘라군은 마두로의 개인 사병화(私兵化)가 된 상태이다. 다만 다음과 같은 국가들이 니콜라스 마두로가 베네수엘라의 대통령임을 부정하고 있다.
| - 과테말라 - 네덜란드 - 대한민국 - 덴마크 - 도미니카 공화국 - 독일 - 라트비아 - 루마니아 - 룩셈부르크 - 리투아니아 | - 마셜 제도 - 몬테네그로 - 몰타 - 미국 - 미크로네시아 연방 - 바하마 - 벨기에 - 북마케도니아 - 불가리아 | - 브라질 - 세인트루시아 - 스웨덴 - 스페인 - 슬로베니아 - 아르헨티나 - 아이슬란드 - 아이티 - 아일랜드 | - 안도라 - 알바니아 - 에스토니아 - 에콰도르 - 영국 - 오스트레일리아 - 오스트리아 - 온두라스 - 이스라엘 | - 일본 - 자메이카 - 조지아 - 체코 - 칠레 - 캐나다 - 코소보 - 코스타리카 - 콜롬비아 | - 크로아티아 - 파나마 - 파라과이 - 페루 - 포르투갈 - 폴란드 - 프랑스 - 핀란드 - 헝가리 |  |

## 역대 선거 결과
| 선거명      | 직책명              | 대수 | 정당                  | 득표율 | 득표수      | 결과 | 당락 |
| ----------- | ------------------- | ---- | --------------------- | ------ | ----------- | ---- | ---- |
| 2013년 선거 | 베네수엘라의 대통령 | 49대 | 베네수엘라 연합사회당 | 50.61% | 7,587,579표 | 1위  |      |
| 2018년 선거 | 베네수엘라의 대통령 | 49대 | 베네수엘라 연합사회당 | 67.84% | 6,244,016표 | 1위  |      |

## 같이 보기
- 베네수엘라의 대통령 목록